# Горња Козица (Оштра Лука)
Горња Козица је насељено мјесто у општини Оштра Лука, Република Српска, БиХ. Према попису становништва из 2013. у насељу је живјело свега 23 становника.

## Становништво
| Националност       | 1991. | 1981. | 1971. | 1961. |
| Срби               | 140   | 315   | 581   | 772   |
| Муслимани          |       | 1     |       |       |
| остали и непознато |       |       | 3     | 1     |
| Укупно             | 140   | 316   | 584   | 773   |

| Демографија | Демографија | Демографија |
| Година      | Становника  | Становника  |
| ----------- | ----------- | ----------- |
| 1961.       | 773         |             |
| 1971.       | 584         |             |
| 1981.       | 316         |             |
| 1991.       | 140         |             |